# Julie Bego
Julie Bego (* 9. Januar 2005 in Bourgoin-Jallieu) ist eine französische Radrennfahrerin, die vorrangig auf der Straße aktiv ist.

## Sportlicher Werdegang
Bego begann ihre sportliche Laufbahn im Radsport im Alter von 11 Jahren beim französischen Verein Chambéry CF. Im Juli 2023 gewann sie als Juniorin auf internationaler Ebene die kleine Rundfahrt Bizkaikoloreak im Rahmen des UCI Women Junior Nations’ Cup. Wenige Tage später wurde sie bei den Weltmeisterschaften in Glasgow Junioren-Weltmeisterin im Straßenrennen.
Nachdem sie 2023 bereits als Stagiaire für das Team fuhr, wurde sie zur Saison 2024 festes Mitglied im Cofidis Women Team. Bereits in ihrer ersten Saison in der Elite kam sie mehrfach unter die Top 10 wichtiger Eintagesrennen, unter anderem als Dritte bei Alpes Gresivaudan Classic, Fünfte bei Navarra Women’s Elite Classic und Fünfte bei Tre Valli Varesine.
Im Cyclocross startet Bego regelmäßig bei Rennen des französischen Pokals, international trat sie bisher wenig in Erscheinung.

## Erfolge
2022
- Nachwuchswertung Tour du Gévaudan Occitanie femmes
- Nachwuchswertung Bizkaikoloreak

2023
- Junioren-Weltmeisterin – Straßenrennen
- Junioren-Europameisterschaften – Mixed-Staffel
- Gesamtwertung, eine Etappe und Bergwertung Bizkaikoloreak

2024
- Nachwuchswertung Tour Féminin International des Pyrénées